# Франк Гердлер
Франк Гердлер (нім. Frank Hördler; народився 26 січня 1985 у м. Бад-Мускау, Німеччина) — німецький хокеїст, захисник. Виступає за «Айсберен Берлін» у Німецькій хокейній лізі. 
Виступав за «Айсберен Берлін».
У складі національної збірної Німеччини учасник чемпіонатів світу 2006 (дивізіон I), 2007, 2008, 2009, 2010 і 2011. У складі молодіжної збірної Німеччини учасник чемпіонату світу 2004 (дивізіон I). У складі юніорської збірної Німеччини учасник чемпіонатів світу 2002 і 2003 (дивізіон I).
Чемпіон Німеччини (2005, 2006, 2008, 2009, 2011). Володар Європейського трофею (2011).